# Circus Circus

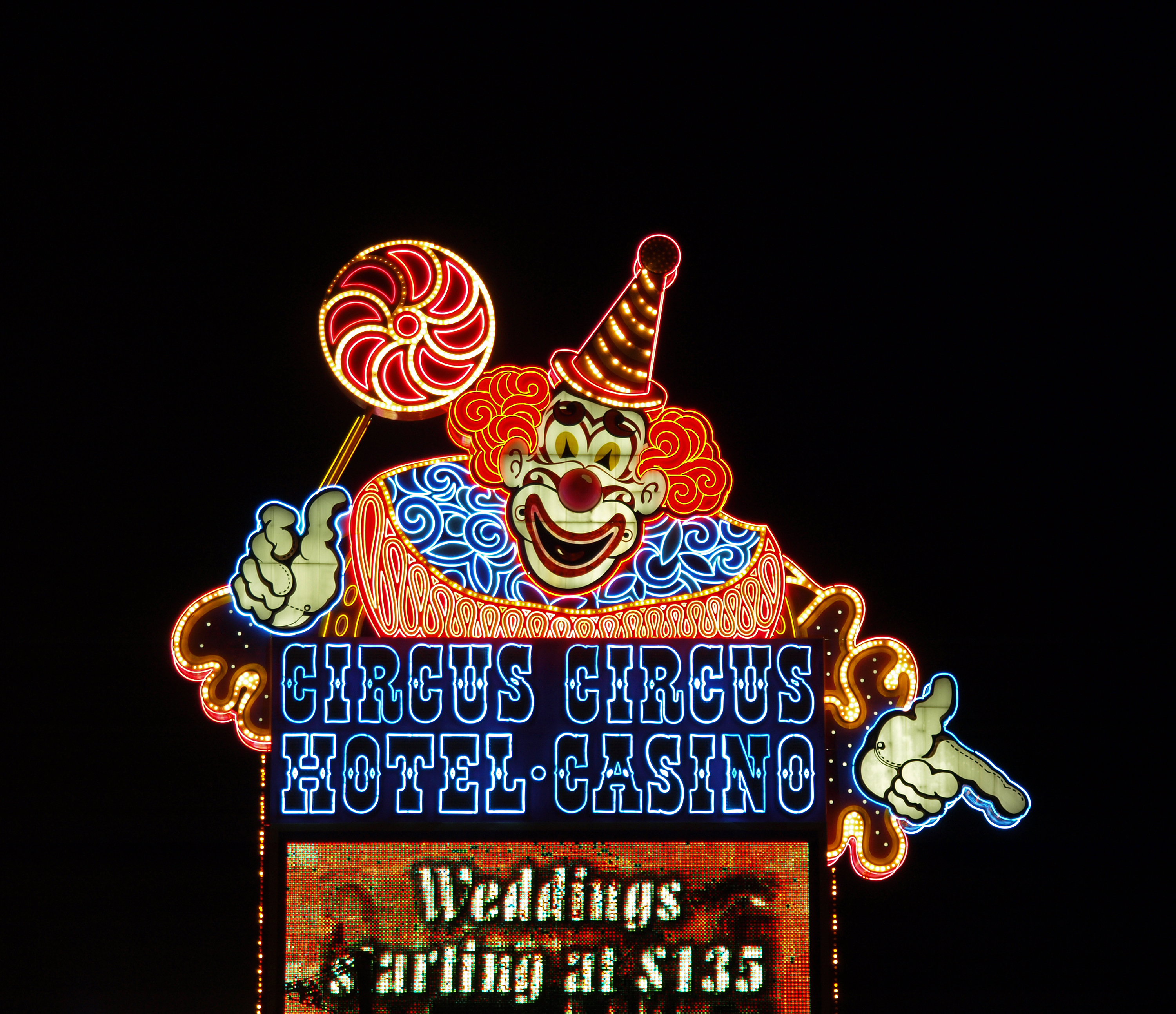
Знаменитый клоун казино

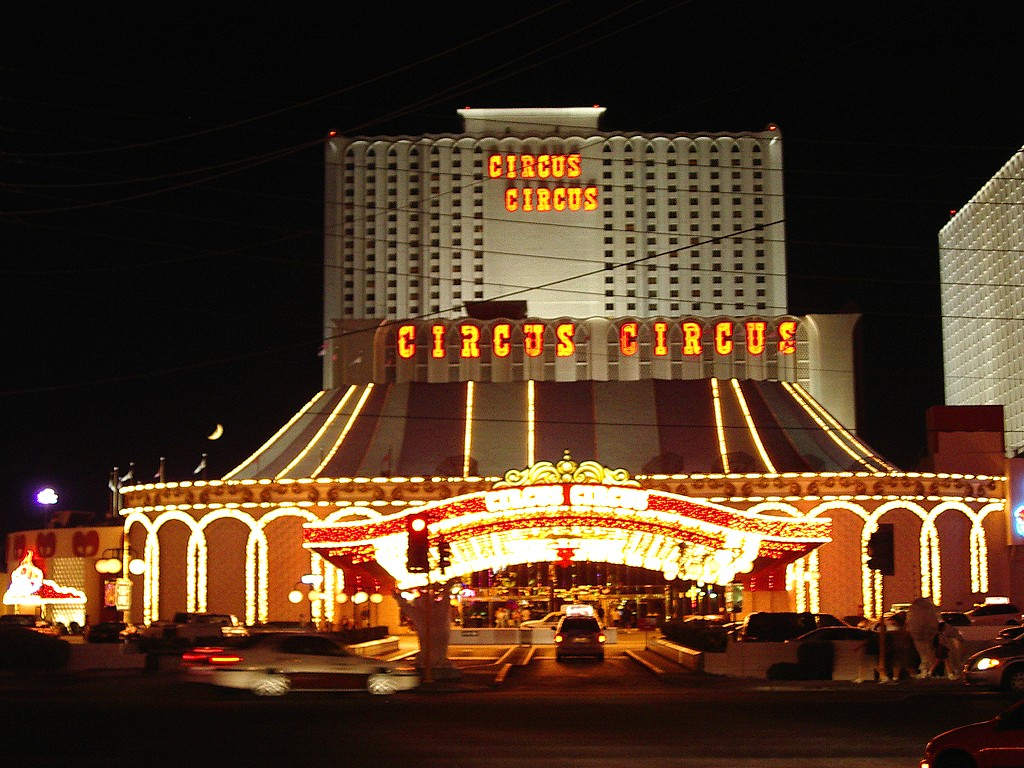
Отель-казино «Circus Circus» ночью

«Circus Circus» (с англ. — «Цирк, цирк») — гостиница-казино, расположенная на Лас-Вегас-Стрип в Винчестере (Невада, США). Один из крупнейших развлекательных комплексов Лас-Вегаса, принадлежащих игорной корпорации MGM Resorts International. В гостинице — 3773 номера (13-я строчка в списке крупнейших гостиниц мира) и казино площадью 9392 м². Главной темой и приманкой для туристов «Circus Circus», как это следует из названия, является цирк. В течение всего дня на регулярной основе в гостинице проходят бесплатные цирковые представления. «Circus Circus» также принадлежит единственная на бульваре Стрип стоянка для владельцев автомобилей-кемперов.

## История
«Circus Circus» был открыт 18 октября 1968 года предпринимателем из Лас-Вегаса Джеем Сарно. Первое время после открытия он представлял собой казино с пристроенным к нему цирком, гостиничные корпуса появились немного позже. Это было одно из первых игорных заведений в городе, ориентированных в первую очередь на семейный отдых. Предполагалось, что в то время, когда родители играют в азартные игры, дети могут найти себе развлечение на цирковых представлениях. Подобная концепция «семейного отдыха» в гигантских отелях-казино Лас-Вегаса сейчас применяется почти во всех развлекательных комплексах на Стрипе, самой оживлённой части бульвара Лас-Вегас.
«Circus Circus» стал флагманом Circus Circus Enterprises, позже переименованной в Mandalay Resort Group, куда, помимо «Circus Circus», также входили такие отели-казино, как «Mandalay Bay», «Луксор», «Excalibur» и другие. В 2005 Mandalay Resort Group была поглощена корпорацией MGM Mirage, и казино «Circus Circus» стало частью второй по величине игорной компании мира.
В 1997 году в развлекательном комплексе была закончена реконструкция, в ходе которой его цирковая тематика была с традиционного американского цирка заменена на цирк французского типа, в стиле знаменитого Cirque du Soleil.
В последнее время появляются настойчивые слухе о грядущей перестройке «Circus Circus». В частности, утверждается, что новый хозяин циркового отеля-казино корпорация «MGM Mirage» недовольна экономической эффективностью использования 44 акров земли на бульваре Стрип, на которых и расположен «Circus Circus». Предполагается снести старый комплекс и отстроить его заново в новом духе, сохранив при этом название и концепцию «Circus Circus».

## Тематический парк Adventuredome и другие развлечения

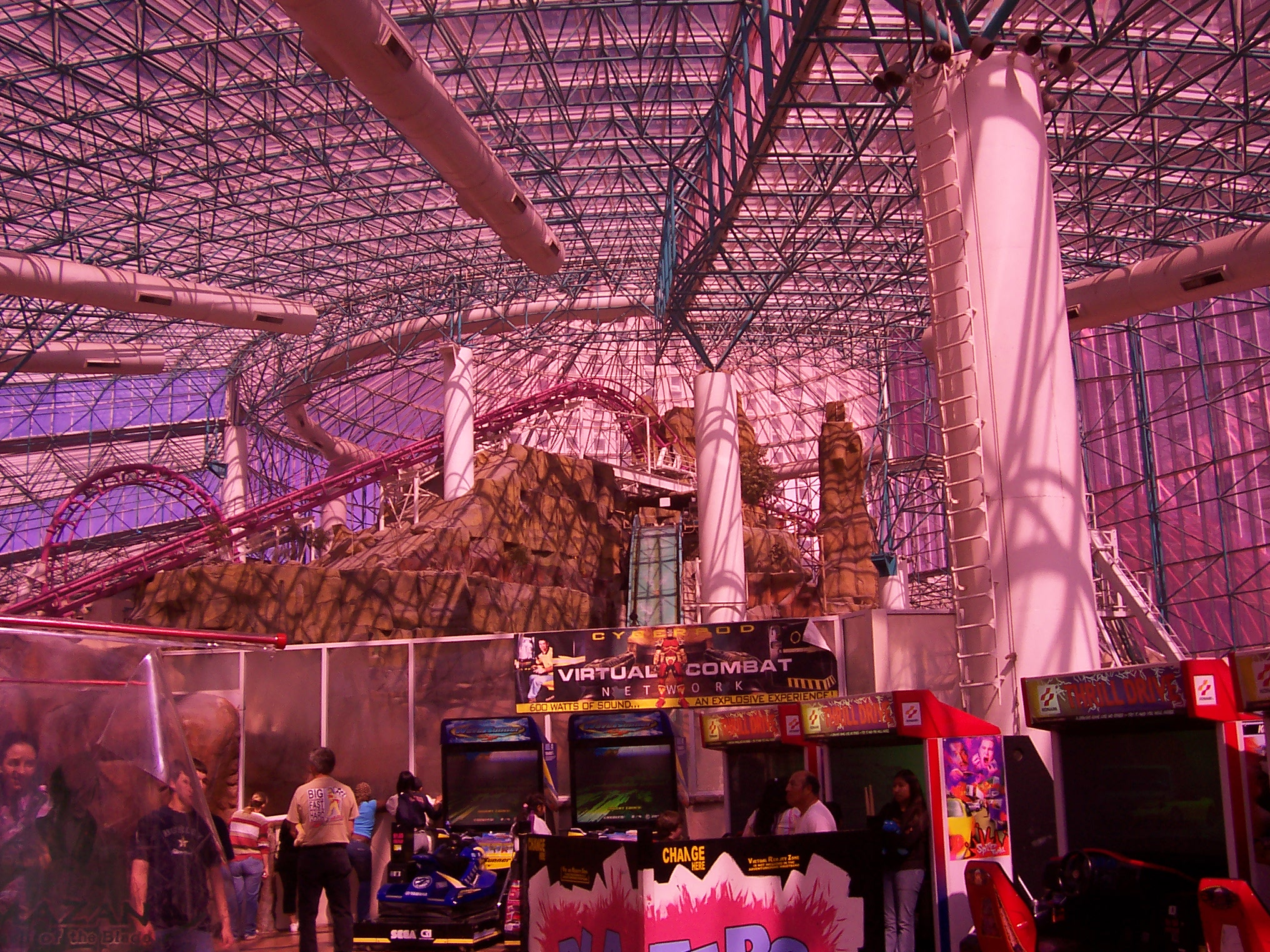
В парке Adventuredome

Помимо цирка ещё одной достопримечательностью «Circus Circus» является тематический развлекательный парк Adventuredome. Располагающийся на территории 20 234 м² под розовым стеклянным куполом, парк соединён с гостиницей и предлагает свои посетителям 16 различных аттракционов, включая «американские горки» под названием «Canyon Blaster», стену для скалолазания, мини-поле для гольфа с 18 лунками и т. д.
Также в «Circus Circus» имеются:
- букмекерская контора на 80 мест с 18 большими телеэкранами;
- 3 бассейна;
- свадебная часовня «Chapel of the Fountain» («Часовня фонтана»);
- конференц-залы (на 800 человек).

## В культуре
- «Circus Circus» можно увидеть в «Бриллианты навсегда», фильме 1971 года про Джеймса Бонда;
- Этот отель-казино упоминается также в знаменитом романе Хантера Томпсона «Страх и ненависть в Лас-Вегасе». Писатель назвал «Circus Circus» «шестым Рейхом» и утверждал, что именно в подобного рода заведениях люди бы проводили свои субботние вечера, в случае, если бы нацисты выиграли Вторую мировую войну.
- В компьютерной игре Grand Theft Auto: San Andreas есть казино, созданное на основе «Circus Circus» — казино «Clown’s Pocket».